# Eisenach Challenger 1995
L'Eisenach Challenger 1995 è stato un torneo di tennis facente parte della categoria ATP Challenger Series nell'ambito dell'ATP Challenger Series 1995. Il torneo si è giocato a Eisenach in Germania dal 19 al 25 giugno 1995 su campi in terra rossa.

## Vincitori

### Singolare
Wojciech Kowalski ha battuto in finale  Dirk Dier con il punteggio di 7–6, 6–3

### Doppio
Dirk Dier /  Lars Koslowski hanno battuto in finale  Sébastien Leblanc /  Chris Woodruff con il punteggio di 3–6, 6–3, 7–6